# Murat Gözay

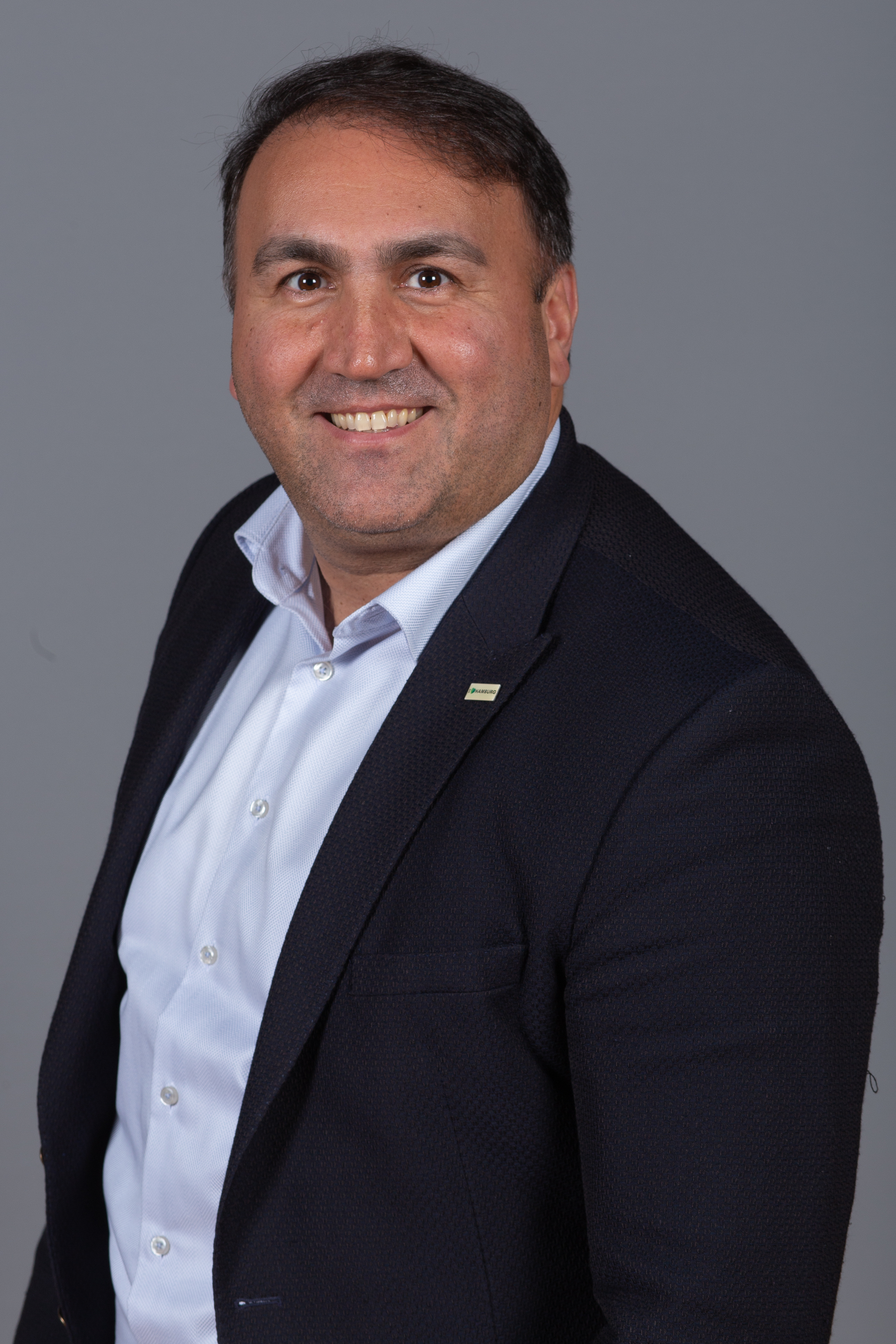
Murat Gözay 2018

Murat Gözay (* 27. April 1972 in Hamburg) ist ein deutscher Politiker der Partei Bündnis 90/Die Grünen Hamburg und war von 2015 bis 2020 Mitglied der Hamburgischen Bürgerschaft.

## Biografie
Gözay absolvierte 1992 das Abitur an einem Technischen Gymnasium und leistet im Anschluss den Wehrdienst ab. Ab 1993 studierte er Erziehungswissenschaft, Psychologie und Soziologie an der Universität Hamburg, das er 2001 als Diplom-Pädagoge abschloss.
Von 2011 bis 2015 war er Mitglied der Bezirksversammlung Hamburg-Mitte. Bei der Bürgerschaftswahl 2015 erhielt er ein Direktmandat im Wahlkreis 2.
Er war Fachsprecher für Europa und Internationales und Mitglied im Haushaltsausschuss. Der 2020 gewählten Bürgerschaft gehört er nicht mehr an.